# Megachile flavipes
Megachile flavipes är en biart som beskrevs av Maximilian Spinola 1838. Megachile flavipes ingår i släktet tapetserarbin, och familjen buksamlarbin. Inga underarter finns listade i Catalogue of Life.